# Альфонсо I д'Есте
Альфо́нсо I д'Есте (італ. Alfonso I d'Este; 21 липня 1476 — 31 жовтня 1534) — 3-й герцог феррарський, моденський і реджоський  (1505—1534). Представник шляхетного італійського Естенського дому. Син феррарського герцога Ерколе I й неаполітанської принцеси Елеонори. Народився у Феррарі, Північна Італія. В протистояння з Папською державою зумів зберегти свої володіння. За своє життя був відлучений від церкви папи римськими Юлієм II, Левом X і Климентом VII. Був меценатом і патроном мистецтв. Помер у Феррарі. Похований у Феррарському монастирі Тіла Господнього.

## Імена
- Альфонс I Естенський (лат. Alfonsus I Estensis) — у тогочасних і пізніших латинських документах, з тронним номером, або без нього, з родинним іменем Естенського дому, узятим від міста Есте.
- Альфонсо I д'Есте, Альфонсо I з Есте, або Альфонсо I Естенський (італ. Alfonso I d'Este) — за родовим іменем.
- Альфонсо I Феррарський (італ. Alfonso I di Ferrara) — за назвою герцогства.

## Біографія

### Молоді роки
Походив з династії Есте. Старший син герцога Ерколе I д'Есте і Елеонори (доньки Фердинанда I Трастамари, короля Неаполю. Народився 1476 року у Феррарі. Здобув загальну освіту, але не виявляв схильності до науки і літератури, його більше приваблювало прикладне мистецтво. Він навчився обробляти кераміку на токарному верстаті, часто створюючи вази та тарілки, які потім використовувалися за герцогським столом, також зацікавився обробкою бронзи та її литтям. Під час війни із Венецією у 1482—1484 роках оружно супроводжував батька.
1491 року батько влаштував йому шлюб з представницею Сфорца, який повинен був зміцнити союз з герцогством Міланським. В наступні роки часто відвідував Мілан. У листопаді 1492 року був призначений батьком послом до Папського престолу, вирушив до Риму, де пробув менше місяця. 1494 року після вторгнення армії французького короля Карла VIII до Італії Альфонсо приєднався до папських військ. 1495 року на чолі 500 вояків рушив на допомогу шваргові Людовіко Сфорца, герцогу Міланському. Останній через хворобу не міг керувати обороною столицею, на чолі якої поставив Альфонсо та його сестру (і свою дружину) Беатріче. Тут заразився на сифіліс, під час загострення якого не зміг взяти участь у битві при Форново. 1497 року при пологах помирає його дружина.
1499 року супроводжував батька, що вирушив на зустріч з Людовиком XII, королем Франції, який зайняв Мілан. 1501 року оженився на позашлюбній доньці папи римського Олександра VI — Лукреції.

### Герцог
У січні 1505 року після смерті батька успадкував владу. Невдовзі він розкрив змову свого рідного брата Ферранте і зведеного брата Джуліо, спрямований проти нього та іншого його брата — кардинала Іпполіто. У вересні 1506 року відбувся суд за приниження величності та державну зраду, Ферранте і Джуліо засудили до страти, яку Альфонсо I замінив на довічне ув'язнення. Невдовзі надав прихисток сефардам з Іспанії та Португалії.
Спочатку намагався продовжити політику батька — залишатися нейтральним й водночас зберігати мир з Папською областю, Венецією та Францією. Втім 1508 року увійшов до Камбрейської ліги, ініційованої папою римським Юлієм II і спрямованої проти Венеції. Призначається гонфолоньєром папських військ. Відвоював в венеційців міста Коммакіо, Есте і Ровіго (колись належали його династії), вигравши 1509 року битву при Полеселлі. Захоплення цих міст надало можливість до значних покладів солі, що значно поповнило феррарську скарбницю.
Залишився союзником Франції навіть після укладання миру між Папським пресстолом й венеційцями. Коли в Болоньї повсталі (герцог підтримував повернення там до влади роду Бентівольо, з яким був пов'язанний династичними зв'язками) проти Юлія II повалили його бронзову статую, Альфонсо I отримав частини, які наказав переплавитиу гармату на ім'я «Джулія», яку він встановив на валах замку. У 1510 році Юлій II відлучив його від церкви та оголосив його феодальні володіння втрачають, тим самим додаючи Феррару до Папської області. Втім Альфонсо I спирався на французьку підтримку, тому успішно воював проти венеційської та папської армій, захопивши Болонью та відігравши важливу роль у перемозі французів у битві під Равенною у 1512 році. Проте втратив герцогства Модену і Реджо.
1513 року повернув собі Ченто та П'єве-ді-Ченто, які було втрачено рік тому (тоді герцог зазнав поранення). Ці успіхи були засновані на артилерії Феррари, виготовленій у його власному ливарному цеху, який був найкращим свого часу. У березні того ж року брав участь у церемонії інтронизації папи римського Лева X.
1518 року вів перемовини з французьким королем Франциском I щодо допомоги в поверненні втрачених земель в герцогстві Модена, але марно. 1519 року помирає дружина Альфонсо I. 1521 року самостійно відвоював місто Нонантола, а 1523 року зумів повернути собі Реджо.
У 1526—1527 роках брав участь у військовій кампанії Карла V Габсбурга, імператора Священної Римської імперії, проти папи римського Климента VII. 1527 року відвоював Модену. У 1530 році папа римський знову визнав його володарем герцогств Модена і Реджо в обмін на сплату 100 тис. дукатів та сплату щорічно 7 тис. дукатів.

## Меценат
Продовжив політику своїх попередників щодо підтримки художників, музиків, архітекторів. Не лише підтримував митців Феррарської школи, а робив замовлення для інших художників. 1514 року для нього Джованні Белліні написав «Свято богів». Тіціан намалював портрет Альфонсо, який так сподобався імператору Карлу V, що герцог вимушен був її подарувати тому для зміцнення диплмоатичних стосунків. З огляду на це Альфонсо I зммусив тіціана намалювати безкоштовну копію. У 1529 році Альфонсо створив найвеличнішу галерею свого часу, свою studiolo або camerino d'alabastro («маленька алебастрова кімната»), яку тепер зазвичай називають «Камерино», щоб краще відображати свої твори мистецтва на тлі білого мармуру.
Серед композиторів з Фландрії, які працювали в Феррарі під час його правління, були Антуан Брумель та Адріан Вілларт.

## Сім'я
- Батько: Ерколе I д'Есте (1431—1505), герцог феррарський, моденський і реджоський (1471—1505).
- Матір: Елеанора Неапольська
- 1-а дружина — Анна, донька Галеаццо Марія Сфорца, герцога Міланського
  - донька (1497)
- 2-а дружина (з 1502): Лукреція Борджія (1480—1519), позашлюбна донька папи Олександра VI.

Діти:
- Алессандро (1505)
- Ерколе II д'Есте (1508—1559), герцог феррарський, моденський і реджоський (1534—1559).
- Іпполіт (1509—1572), кардинал
- Алессандро(1514)
- Елеонора (1515—1575), черниця
- Франческо (1516—1576)
- Ізабелла Марія (1519—1521)

3. Дружина — Лаура Діанті
Діти:
- Альфонсо д'Есте (1527—1587), маркіз монетккійський (1569—1587)
- Альфонсіно (1530—1547).